# Nova Crnja
Nova Crnja (húngaro: Magyarcsernye; serbocroata cirílico: Нова Црња) es un municipio y pueblo de Serbia perteneciente al distrito de Banato Central de la provincia autónoma de Voivodina.
En 2011 su población era de 10 272 habitantes, de los cuales 1491 vivían en el pueblo y el resto en las 5 pedanías del municipio. El principal grupo étnico son los serbios (6922 habitantes), con minorías de magiares (1819 habitantes) y gitanos (1016 habitantes); sin embargo, la capital municipal y la pedanía de Toba son de mayoría étnica magiar.
El pueblo se ubica sobre la carretera 12, a medio camino entre Zrenjanin y Timișoara. El término municipal es fronterizo con Rumania.

## Pedanías
Además del pueblo de Nova Crnja, el municipio incluye las siguientes pedanías:
- Aleksandrovo
- Vojvoda Stepa
- Radojevo
- Srpska Crnja
- Toba